# Hendrika van Gelder

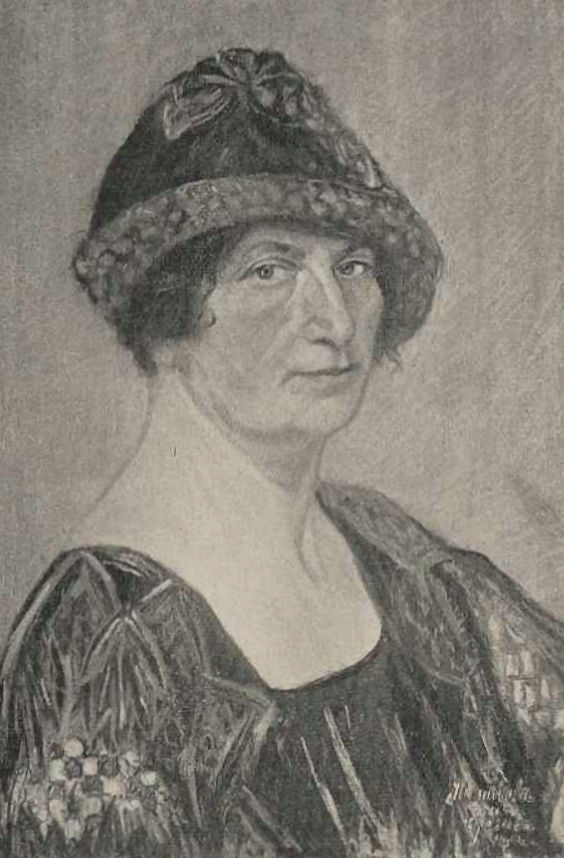
Selbstporträt, um 1925

Hendrika van Gelder (* 7. Mai 1870 in Amsterdam; † 7. Mai 1943 im Vernichtungslager Sobibor) war eine niederländische Malerin und Zeichnerin, die Opfer des Holocaust wurde.

## Leben
Hendrika van Gelder war das sechste Kind des Goldschmieds, Juweliers, Gold- und Silberhändlers Abraham Michael Emanuel van Gelder (1837–1909) und Reintje Simons (1841–1933). Sie wuchs in einer wohlhabenden, konservativen jüdischen Familie mit elf Geschwistern in Amsterdam auf. Bis 1908 lebte die Familie in der Oudezijds Voorburgwal, danach in der Nicolaas Maesstraat 72.
Hendrika van Gelder begann erst spät zu malen. Sie nahm Malunterricht bei Henriëtte Asscher und besuchte die Dagteeken- en Kunstambachtsschool voor Meisjes, wo sie unter anderem von Jo Bauer-Stumpff unterrichtet wurde und schloss die Ausbildung im November 1900 mit Zertifikat im Zeichnen ab. Vermutlich war sie aber nie selbst als Lehrerin tätig. Anschließend nahm sie ein Jahr Modellierunterricht bei dem Bildhauer Marinus Johannes „Rien“ Hack (1871–1939) und danach anderthalb Jahre lang Malunterricht bei dem Maler Eduard Frankfort, ermutigt durch den Direktor der Rijksacademie August Allebé, der sie für talentiert genug hielt, „um weitere Studien zu riskieren“.

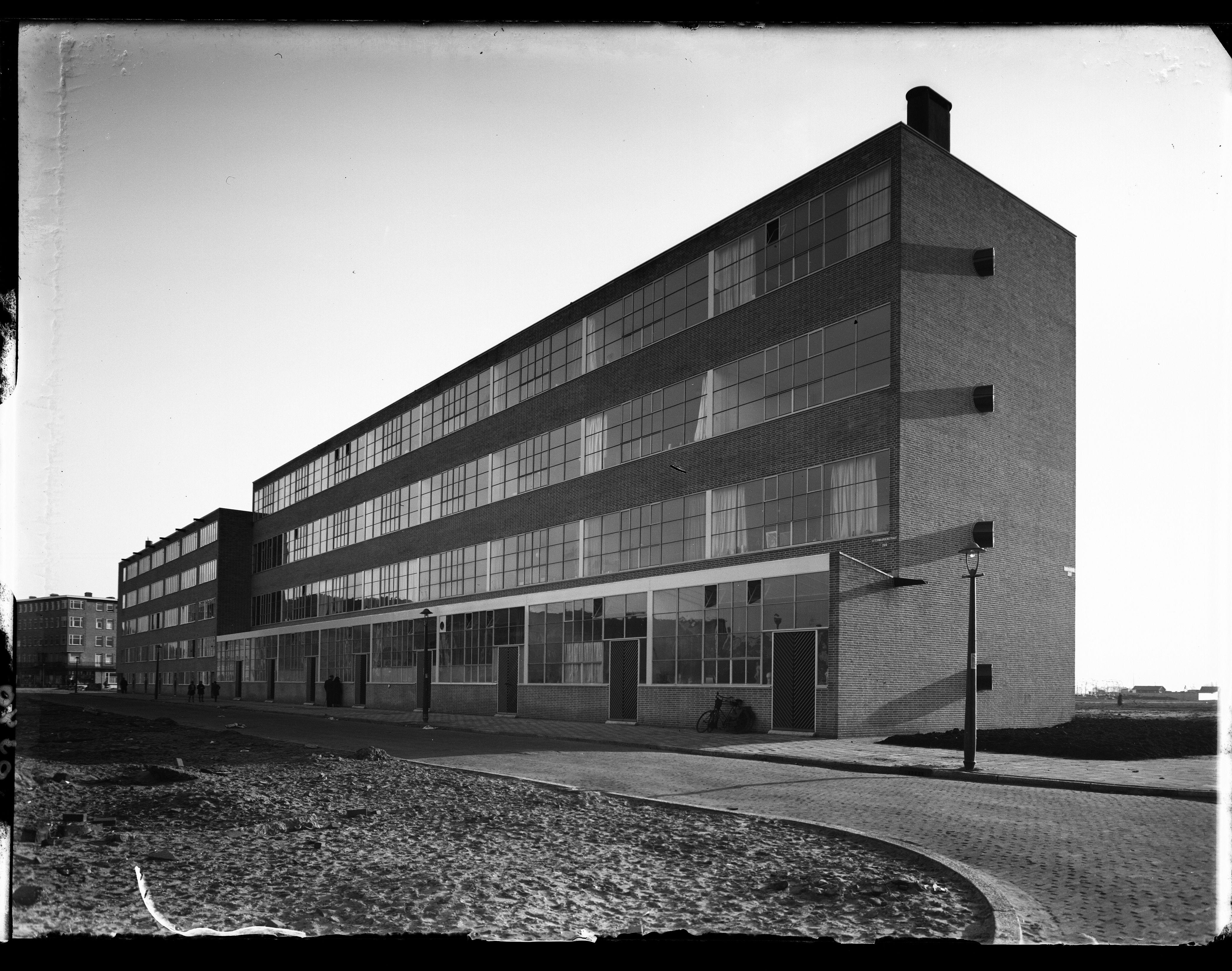
Atelierhäuser, Zomerdijkstraat, 1934

In den zwanziger und dreißiger Jahren unternahm sie jährliche Kunstreisen nach Menton in Südfrankreich, um die Küste, Landschaften und Städte künstlerisch festzuhalten. Als einzige unverheiratete Tochter lebte Hendrika van Gelder bis zum Tod ihrer Eltern 1909 und 1933 im elterlichen Haus. 1934 bezog sie ein Atelierhaus im neu errichteten Künstlerkomplex in der Zomerdijkstraat in Amsterdam-Zuid. Gemeinsam mit Kollegen organisierte sie eine Eröffnungsausstellung, auf der ihre Landschaften großen Anklang fanden.
Aufgrund der Repressalien zu Beginn des Holocaust in den Niederlanden durfte Hendrika van Gelder als  niederländische Jüdin ab 1941 nicht mehr Mitglied der Künstlervereinigungen sein, denen sie bis dahin angehört hatte. Mit dem Anschluss etwa von Arti et Amicitiae 1941 an die von den deutschen Besatzern während des Zweiten Weltkriegs eingerichtete Kontroll- und Zensurinstitution „Nederlandsche Kultuurkamer“ wurden die jüdischen Mitglieder aus dem Verein ausgeschlossen, darunter auch Hendrika van Gelder. 1943 wurde sie in der Zomerdijkstraat verhaftet, am 4. Mai in das Vernichtungslager Sobibor deportiert und am 7. Mai 1943 an ihrem 73. Geburtstag ermordet.

## Werk
1904 wurde Van Gelder Mitglied der Kunstenaarsvereniging Sint Lucas in Amsterdam und beteiligte sich 1908 erstmals an deren Gruppenausstellung. 1909 wurde sie Mitglied von „Arti et Amicitiae“ und 1915 von „De Onhoudenen“. Zwischen 1909 und 1940 stellte Hendrika van Gelder fast jährlich mit diesen Vereinen aus, beteiligte sich aber auch an landesweiten Ausstellungen. Ab 1921 war sie Mitglied der „Vereniging van Beeldende Kunstenaars De Onafhankelijken“ in Amsterdam.
Ausstellungen (Auswahl):
- 1908–1940: regelmäßige Gruppenausstellungen von „Arti et Amicitiae“, „De Onhoudenen“ und De „Onafhankelijken“
- Ausstellungen im Pulchri Studio, Den Haag
- Ausstellungen im Kunsthandel Nico van Harpen, Laren
- 1913: De Vrouw 1813–1913, Amsterdam
- 1915: „Nederlandsch Steuncomité voor Beeldende Kunstenaars“, Stedelijk Museum, Amsterdam
- 1917: Kunst van en over Vrouwen, Utrecht
- 1918: De schilderkunst der Amsterdamse vrouwen, „Maatschappij der Beeldende Kunsten“, Amsterdam
- 1924: „De Onafhankelijken“, Stedelijk Museum, Amsterdam
- 1933: Kunst S.O.S., Stedelijk Museum, Amsterdam
- 1939: Onze kunst van heden, Rijksmuseum Amsterdam[5]
- 1945: Kunst in vrijheid, „Nederlandse Federatie van Beroepsverenigingen van kunstenaars“, Rijksmuseum Amsterdam[1]
- 2022: U zult begrijpen dat … De keuzes van Arti et Amicitiae in en na WO2, Arti et Amicitiae, Amsterdam[2]

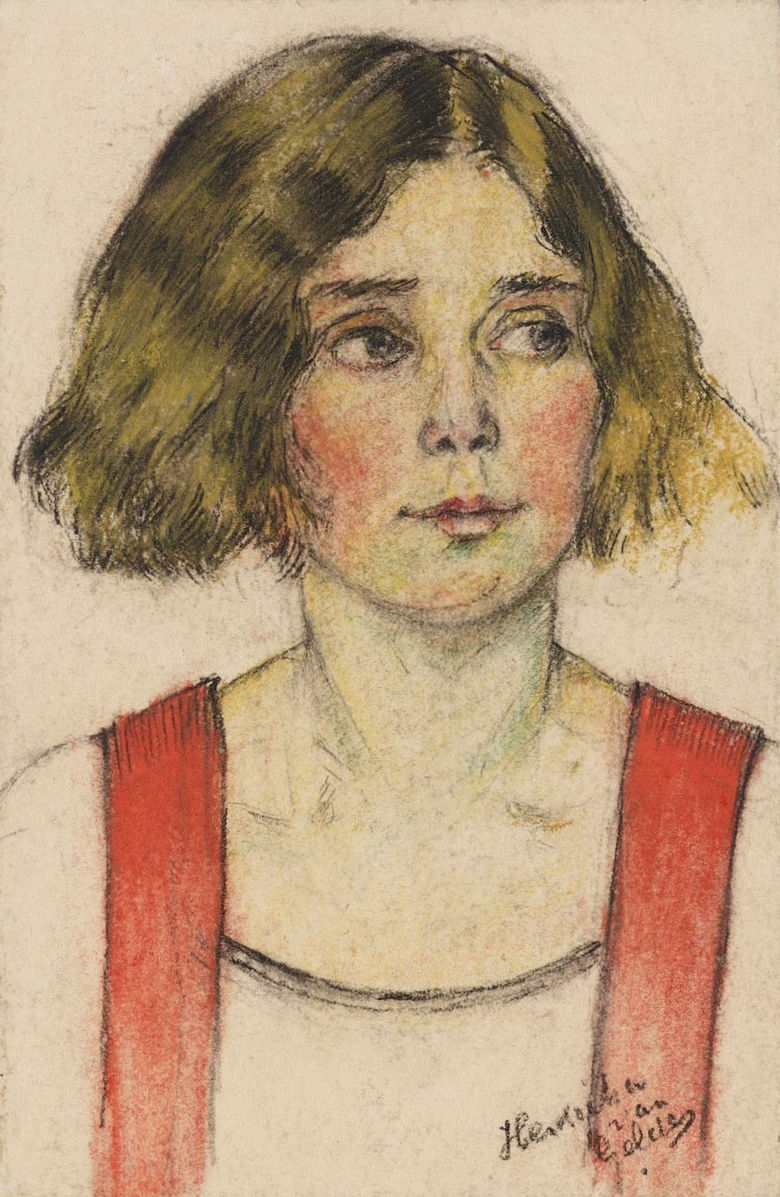
Portret van een meisje
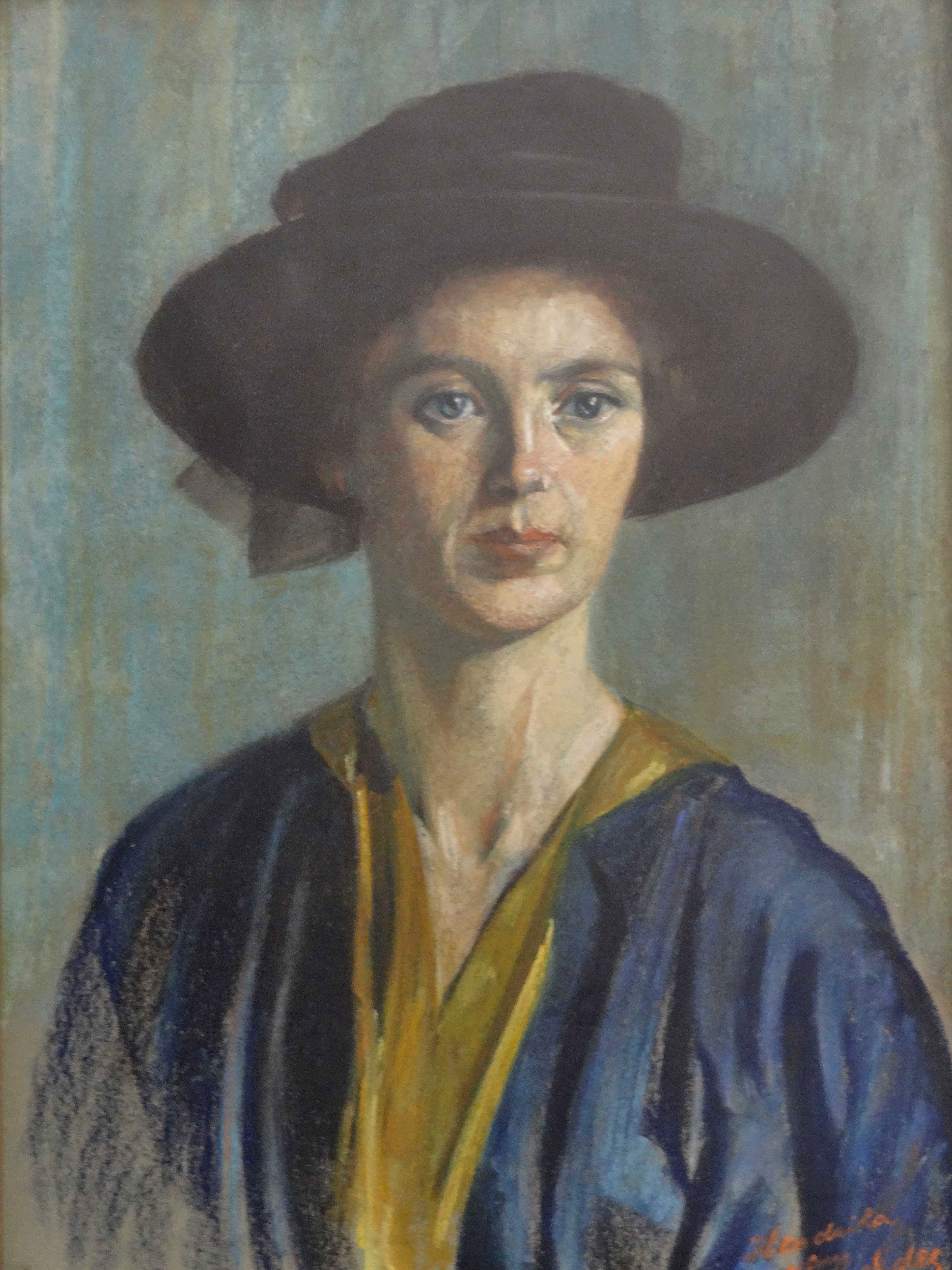
Portret van Jo Simons-van Hamersveld, 1913
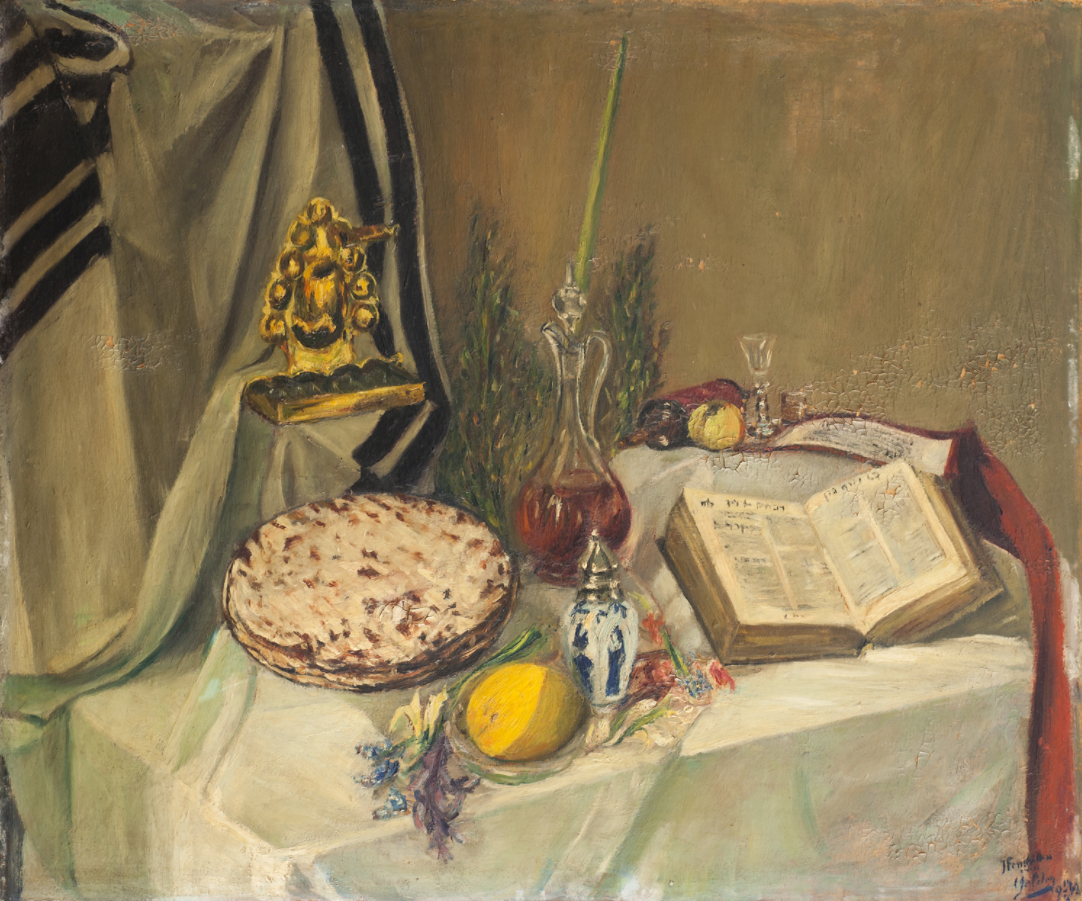
Stilleven, tafel met daarop gedrapeerd gebedskleed

Van Gelder malte mit Ölfarbe und Aquarell in einem eher konservativen figurativen, realistischen Stil und „mit lockerem Pinselstrich“, von wenigen abstrakten Werken abgesehen. Sie zeichnete auch mit Feder, Buntstift und Pastellkreide. Zu ihren Motiven gehörten neben den von ihr bevorzugten Porträts auch Blumen, Stillleben und die französischen Küstenansichten, Landschaften und Stadtansichten.
Von Hendrika van Gelders Arbeiten sind nur wenige erhalten, nachdem alle Werke aus ihrem Atelier nach ihrer Verhaftung 1943 beschlagnahmt oder gestohlen wurden. Für eine große Gedenkausstellung 1995 über ermordete jüdische Künstler konnten keine Werke von ihr gefunden werden, seit 2019 wurden aber 44 Originalwerke und sechs Reproduktionen wiedergefunden. Zwei Werke von Van Gelder befinden sich im Joods Museum in Amsterdam und dem Teylers Museum in Haarlem, die übrigen in privaten Sammlungen.